# Araucaria luxurians
Araucaria luxurians es una especie de conífera perteneciente a la familia Araucariaceae. En endémica de Nueva Caledonia. Está considerada en peligro de extinción por la pérdida de hábitat. 

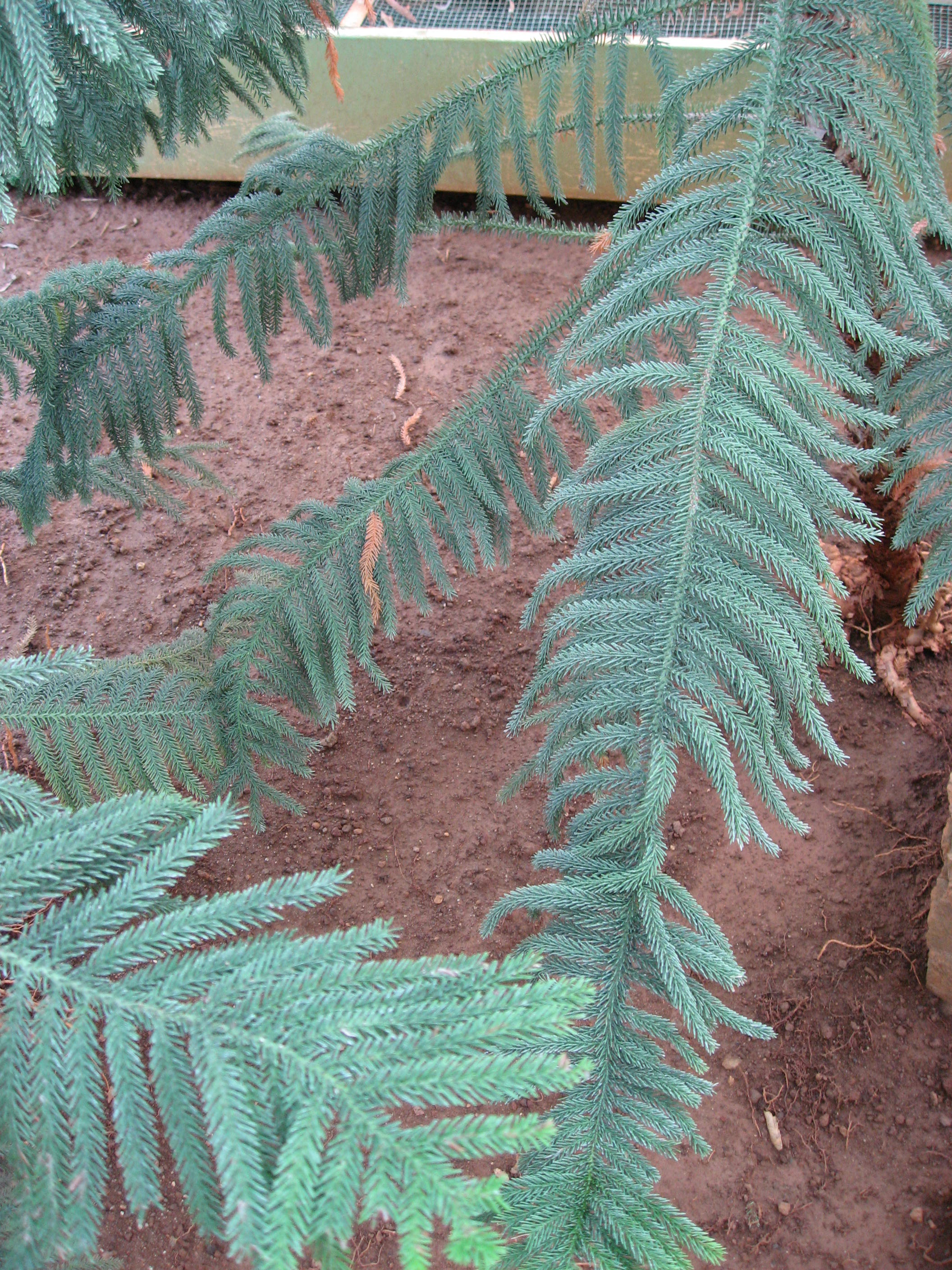
Las ramas.

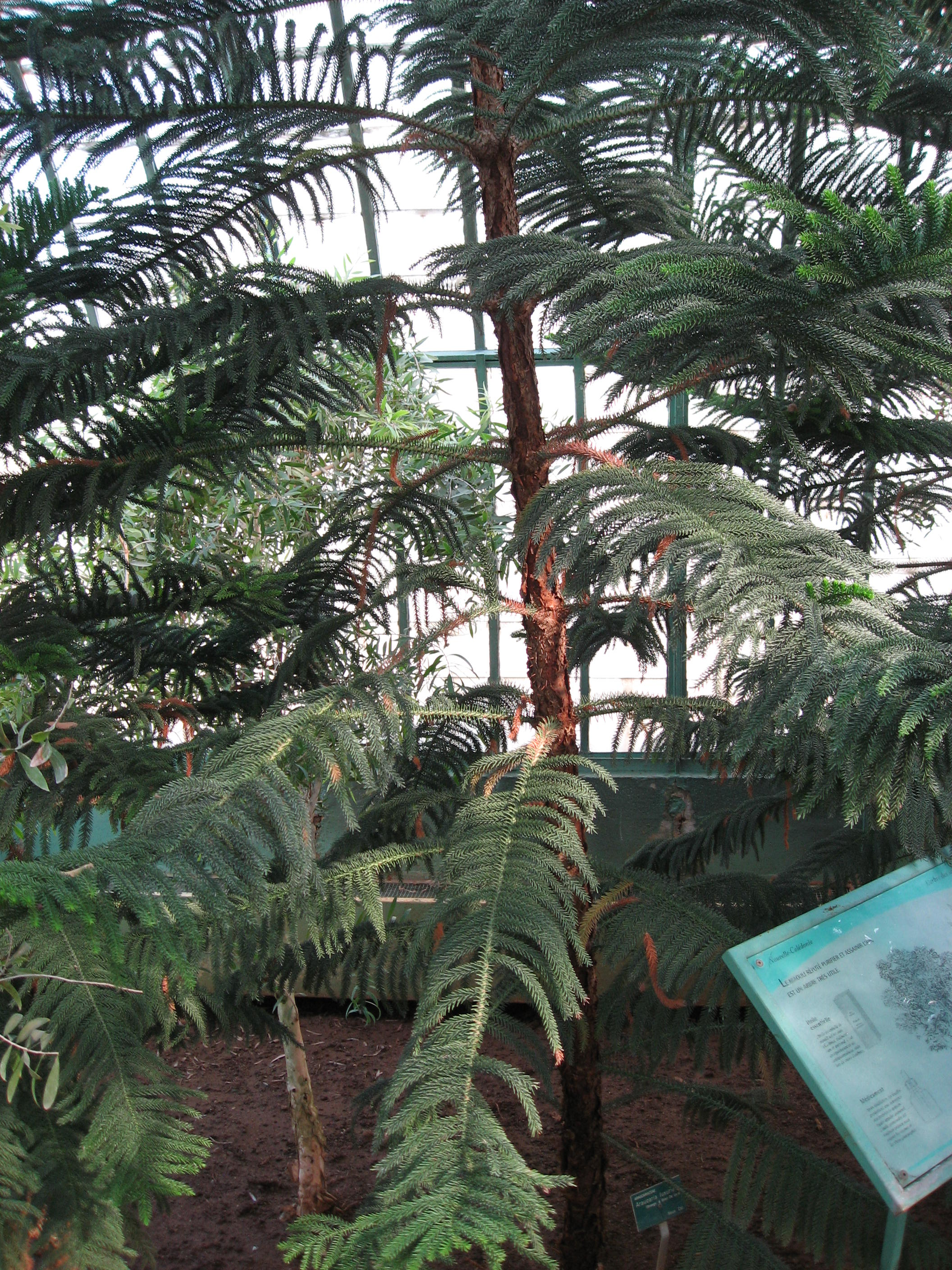
Vista del árbol.

## Descripción
Es un árbol columnar que alcanza un tamaño de 30 m de altura, con una densa copa redondeada. La corteza es gris, exfoliante en tiras finas. Las ramitas múltiples deriva en extremos formando una ramita en forma de abanico, ramillas 10-18 mm de diámetro. La hoja juvenil como escama, ovadas, no aplanadas, de 6-12 mm  de largo. Las hojas adultas imbricadas, escamas similares, ovadas, de 5-7 mm de largo por 5.4 mm  de ancho, nervio central prominente. El cono masculino cilíndrico de 12 - 17 cm de largo por 25 a 28 mm de ancho, escamas óvalo triangular y acuminado, sacos de polen 12-15 , el cono femenino de 10-12 cm de largo por 8 a 10 cm de ancho; con brácteas cortas y robustas de 10 mm  de largo. Semillas 3-3.5 cm  de largo, con una núcula alargada y con alas triangulares. Germinación epigeal.

## Hábitat
Se limitan a los suelos ultramáficos a lo largo de la costa y en zonas del interior. Generalmente se encuentran en los bosques siempreverdes húmedos, a menudo en los acantilados, a lo largo de los ríos y en pendientes pronunciadas.

## Taxonomía
Araucaria luxurians fue descrita por (Brongn. & Gris)  de Laub. y publicado en Flore de la Nouvelle Calédonie et Dépendances 4: 92, en el año 1972.
Etimología
Araucaria: nombre genérico geográfico que alude a su localización en Arauco.
luxurians: epíteto latíno que significa "exuberante".
Sinonimia
- Araucaria columnaris f. luxurians (Brongn. & Gris) E.H.Wilson
- Araucaria cookii var. luxurians Brongn. & Gris	basónimo
- Araucaria rulei var. patens Bars.[5]